# Jan Drzeżdżon
Jan Drzeżdżon (kaszb: Jón Drzéżdżón) (ur. 16 maja 1937 w Domatowie, zm. 22 sierpnia 1992 w Gdańsku) – polski pisarz i poeta regionalny, krytyk, badacz, redaktor i wydawca kaszubski, tworzący również w języku polskim. Uważany za jednego z czołowych pisarzy w literaturze kaszubskiej.

## Życiorys
Jan Drzeżdżon urodził się 16 maja 1937 r. w Domatowie w powiecie puckim w rodzinie Józefa Drzeżdżona kowala, i Heleny z domu Hebel. W tej miejscowości rozpoczął swą edukację, kończąc cztery szkoły podstawowej. Do kolejnych klas uczęszczał w Leśniewie i Starzynie. W 1955 r. ukończył Liceum Pedagogiczne w Wejherowie, następnie pracował jako nauczyciel w szkołach podstawowych, m.in. w Domatowie, Łebczu, Tyłowie i Żelistrzewie). W latach 1960–65 studiował polonistykę w Wyższej Szkole Pedagogicznej w Gdańsku. W latach 1968–76 pracował jako adiunkt w słupskiej Wyższej Szkole Nauczycielskiej. W 1970 r. uzyskał stopień doktora na podstawie pracy o literaturze kaszubskiej lat 1920–39, wydanej w 1973 r. jako Piętno Smętka. Promotorem był jego przełożony w WSP prof. Andrzej Bukowski, krytyczny wobec Kaszub, jak i samej pracy Drzeżdżona. W latach 1973–74 przebywał w Kanadzie, gdzie poznawał życie tamtejszych potomków Kaszubów. Od 1976 r. wykładał literaturę na Uniwersytecie Gdańskim. W tym samym roku został członkiem ZLP. Mieszkał we Władysławowie i Żelistrzewie. Z żoną Urszulą miał syna Adama i córkę Joannę. Publikował w pismach regionalnych i ogólnopolskich, jak Pomerania, Litery, Punkt, Miesięcznik Literacki, Regiony, Twórczość czy Nowy Wyraz. Kontynuował badania nad literaturą kaszubską i opublikował zarys jej powojennych dziejów, acz z licznymi nawiązaniami do historii. Zajmował się też edycją i redakcją utworów pisarzy kaszubskich, m.in. Agnieszki Browarczyk, Alojzego Budzisza, Augustyna Dominika i Stanisława Okonia. Współredagował m.in. antologię Modra struna (1973). Zasług Jana Drzeżdżona dla kaszubskiej literatury nie da się przecenić; to dzięki niemu ujrzało światło dzienne wiele kaszubskich utworów. W 1983 r. otrzymał Medal Stolema. Zmarł 22 sierpnia 1992 r. w Gdańsku po ciężkiej chorobie, pochowano go w Mechowie.

## Twórczość

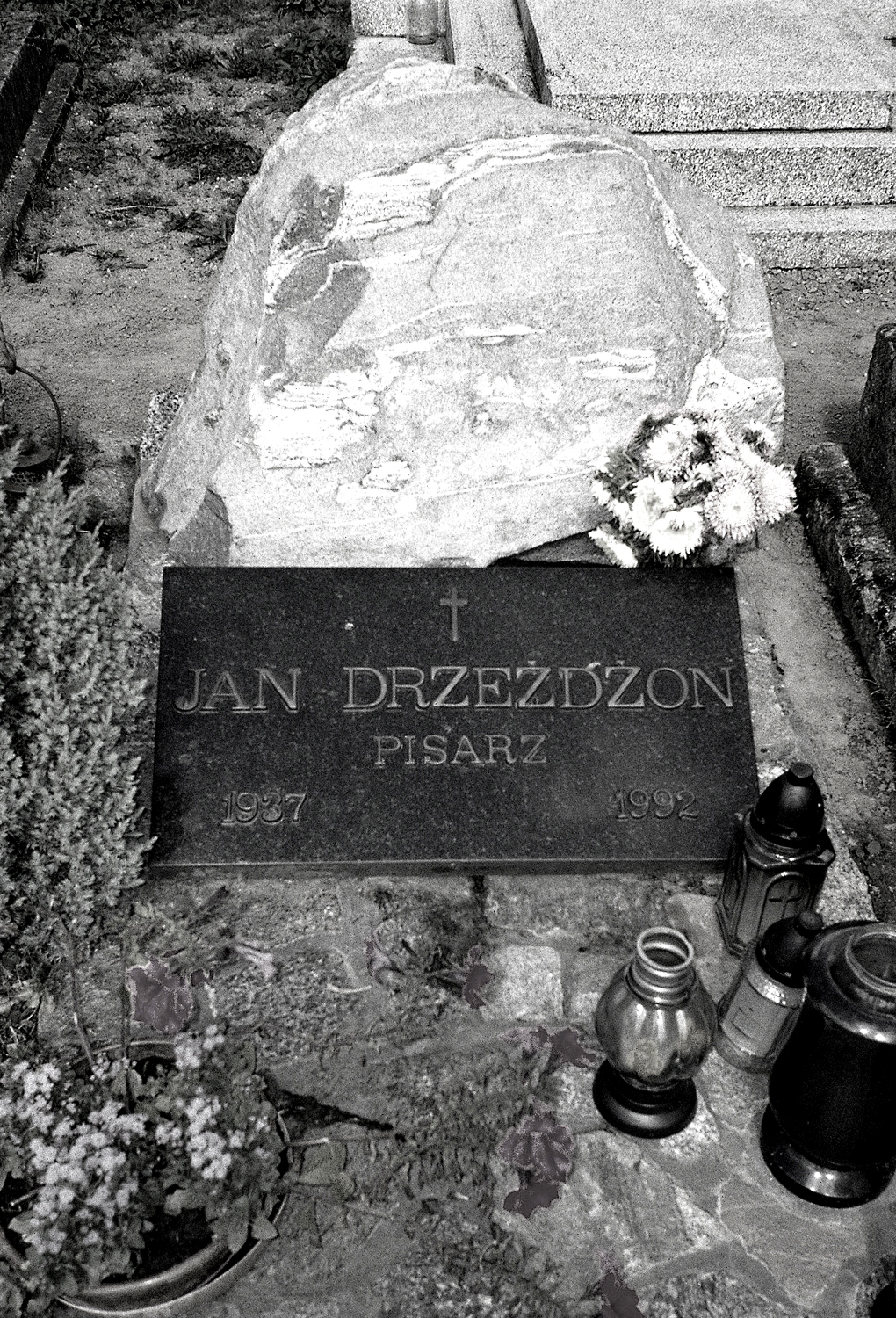
Grób Jana Drzeżdżona w Mechowie

Jan Drzeżdżon debiutował literacko w 1965 r. artykułami o piśmiennictwie kaszubskim. Od 1972 r. regularnie publikował w piśmie literackim Pomerania. W 1974 r. ukazał się jego debiutancki tomik wierszy kaszubskich Sklaniané pôcorë (Szklane paciorki). Melancholijna poezja Drzeżdżona, pisana przeważnie w tzw. dialekcie belockim, zdobyła sobie uznanie wśród znawców i jest nadal czytana. Dwadzieścia lat po jego śmierci wyszedł tomik Łąka wiecznego istnienia. Wybór wierszy z lat 1973–1990, opatrzony posłowiem Marii Jentys-Borelowskiej, zawierający utwory pisane współczesną literacką polszczyzną. Prawdziwym żywiołem Drzeżdżona była jednak proza; stał się jednym z najważniejszych przedstawicieli proklamowanej przez Henryka Berezę rewolucji artystycznej. Po ukazaniu się w 1977 r. powieści Leśna Dąbrowa Bereza stwierdził m.in., że Jan Drzeżdżon jako autor tylko do roku 1977 włącznie opublikowanych utworów jest pisarzem wybitniejszym niż Llosa, Cortázar razem wzięci z Borgesem na przyczepkę, i nigdy się z tej opinii nie wycofał. (Krytyczny wobec zdania Berezy był m.in. Stanisław Lem.) Pozycję Drzeżdżona ugruntowały następne powieści, w tym monumentalna trylogia Karamoro (1983). Polskojęzyczne pisarstwo Drzeżdżona uchodzi wśród krytyków literackich za zjawisko unikatowe i trudne do gatunkowego zaklasyfikowania; wskazuje się m.in. na wielką rolę wyobraźni narracyjnej i nawiązania do powieści gotyckiej. Osobnym rozdziałem w twórczości Drzeżdżona są jego książki dla dzieci, a zwłaszcza nietypowa baśń Kraina Patalonków i jej kontynuacje (Poszukiwania, Wśród ludzi). Po śmierci pisarza wydano kilka pozycji z pozostawionych rękopisów, ukazały się też kontynuacje i przedruki, głównie prasowe.

## Nagrody
Na podstawie materiału źródłowego
- Nagroda im. Wilhelma Macha (1975);
- Nagroda im. Stanisława Piętaka (1976);
- Nagroda Związku Literatów Polskich (1977);
- Medal Stolema (1983);
- Nagroda Gdańskiego Towarzystwa Przyjaciół Sztuki (1991).

## Upamiętnienie
W Wejherowie zorganizowano Konkurs Literacki im. Jana Drzeżdżona, promujący literaturę regionalną w j. polskim i kaszubskim. Centrum Edukacji Nauczycieli w Gdańsku zorganizowało w 2007 r. konferencję nt. życia i twórczości Drzeżdżona. Jej materiały opublikowano w książce Twarze Drzeżdżona. W 2013 r. Biblioteka Publiczna Gminy Wejherowo w Bolszewie zorganizowała plener malarski na podst. powieści Twarz Smętka.

## Dzieła

### Proza w języku polskim
- Upiory 1975
- Oczy diabła 1976
- Leśna Dąbrowa 1977
- Okrucieństwo czasu 1977
- Wieczność i miłość 1977
- Rozkosze miłości 1981[11]
- Karamoro 1983[12]
- Miasto automatów 1984[13]
- Twarz Boga 1984[14]
- Twarz lodowca 1986[15]
- Złoty pałacyk 1990[16]
- Czerwony Dwór 1992[17]
- Szary człowiek 1993[18]
- Michał Drzymała albo tragedia narodowa 2007[19]

### Proza w języku kaszubskim
- W niedzelni wieczór 1974[20]
- Dzwónnik 1979[21]
- Na niwach 1991[22]
- Kòl Biélawë 1991
- Twarz Smętka 1993[23]

### Książki dla dzieci
- Tajemnica bursztynowej szkatułki 1977
- Kraina Patalonków 1978
- Poszukiwania 1980[24]
- Wśród ludzi 1981[25]

### Poezja
- Sklaniané pôcorë 1974
- Przëszlë do mie 1993[26]
- Łąka wiecznego istnienia 2012[27]

### Inne
- Wędrówki Remusowe po Kaszubach 1971[28]
- Piętno Smętka. Z problemów literatury regionalnej lat 1920-1939 1973[29]
- Współczesna literatura kaszubska 1945-1980 1986[30]